# NGC 2747
NGC 2747 je galaksija u zviježđu Raku.

## Vanjske poveznice
- SEDS: NGC 2747